# Guðbrandur Þorláksson

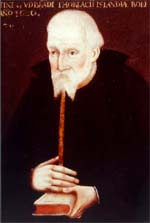
Guðbrandur Þorláksson

Guðbrandur Þorláksson (* 1541; † 20. Juli 1627) war ein isländischer Humanist und Bischof.

## Leben
Guðbrandur studierte an der Kathedralschule Hólar und an der Universität Kopenhagen. Später war er erfolgreicher Rektor der Skálholter Schule, Pfarrer in Breiðabólstaður und schließlich 56 Jahre lang – bis zu seinem Tod – Bischof von Hólar.
Er war einer der gelehrtesten Männer seiner Zeit und betätigte sich neben seinen kirchlichen Aufgaben in den typisch humanistischen Sparten der Mathematik, Kartographie und Astronomie. Während seiner Bischofszeit bearbeitete und veröffentlichte er mindestens achtzig Bücher, darunter auch die erste Übersetzung der Bibel ins Isländische – die sogenannte Guðbrandsbiblía – und eine Kodifikation des isländischen Rechts. Im Weiteren erstellte er 1590 als erster eine vergleichsweise genaue Karte von Island.
Seine mit einer Hausmagd, Guðrún Gísladóttir, gezeugte Tochter Steinunn Guðbrandsdóttir (1571–1649) wurde ihrerseits die Mutter von Þorlákur Skúlason, dem Nachfolger Guðbrands als Bischof von Hólar.
Guðbrands Porträt schmückte die isländische 50-Kronen-Banknote, die mittlerweile allerdings nicht mehr im Umlauf ist.

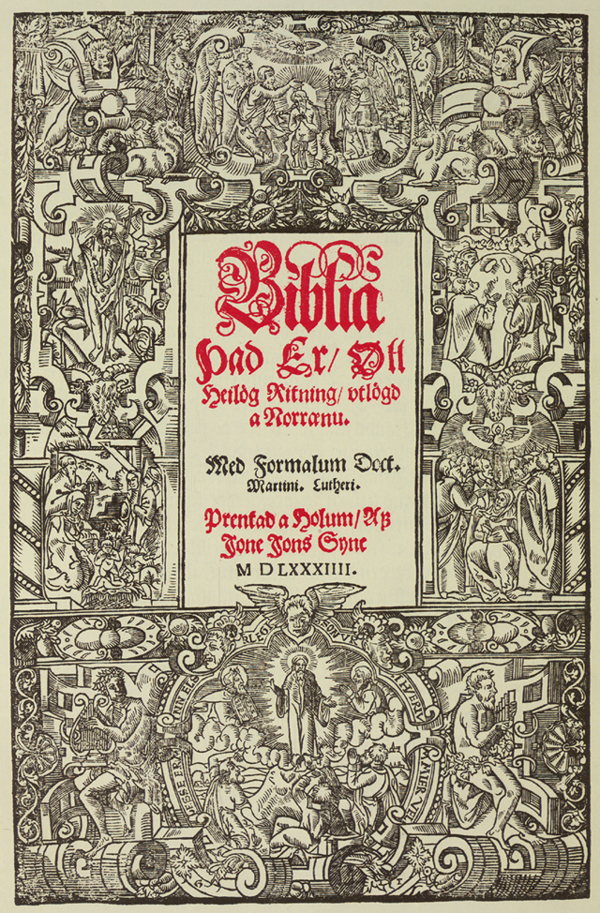
Guðbrandsbiblía
Karte von Island; das Bistum Hólar ist rot eingezeichnet.

## Anmerkung
1. ↑  Vgl. Oskar Bandle: Die Sprache der Guðbrandsbiblía. Orthographie und Laute. Formen. phil. Diss. Zürich. Kopenhagen 1956 (Bibliotheca Arnamagnæana XVII).

| Vorgänger        | Amt                         | Nachfolger        |
| ---------------- | --------------------------- | ----------------- |
| Ólafur Hjaltason | Bischof von Hólar 1571–1627 | Þorlákur Skúlason |

| Personendaten    | Personendaten                                             |
| ---------------- | --------------------------------------------------------- |
| NAME             | Guðbrandur Þorláksson                                     |
| ALTERNATIVNAMEN  | Thorlaksson, Gudbrandur                                   |
| KURZBESCHREIBUNG | isländischer Mathematiker, Kartograf und Bischof in Hólar |
| GEBURTSDATUM     | 1541                                                      |
| STERBEDATUM      | 20. Juli 1627                                             |